# بيلييلا بورياتية
بيلييلا بورياتية (بالإنجليزية: Belliella buryatensis)‏ هي نوع بكتيريا سلبية الغرام غير متحركة من جنس بيلييلا، تم عزلها من مياه بحيرة سولينو القلوية في بورياتيا الروسية.